# Żerniki (powiat żniński)

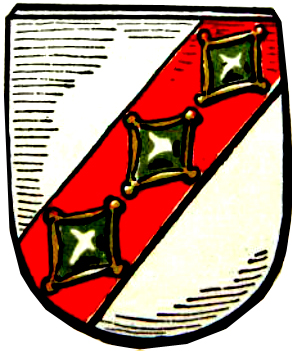
Herb miasta Żerniki (do 1849), rysunek z początku XX w.

Żerniki – wieś w województwie kujawsko-pomorskim, w powiecie żnińskim, w gminie Janowiec Wielkopolski. 

## Charakterystyka
W latach 1298–1849 posiadała prawa miejskie. We wsi znajduje się gotycki kościół pod wezwaniem Narodzenia Najświętszej Maryi Panny z 2. połowy XV wieku. 
W czasie wojny trzynastoletniej Żerniki wystawiły w 1458 roku 4 pieszych na odsiecz oblężonej polskiej załogi Zamku w Malborku. 
W latach 1975–1998 miejscowość należała administracyjnie do województwa bydgoskiego. Według Narodowego Spisu Powszechnego (III 2011 r.) liczyła 301 mieszkańców. Jest siódmą co do wielkości miejscowością gminy Janowiec Wielkopolski.
Urodził się tu Roman Święcicki (ur. 15 lipca 1898, zm. wiosną 1940 w Katyniu) – podporucznik lotnictwa Wojska Polskiego, kawaler Orderu Virtuti Militari, ofiara zbrodni katyńskiej.